# M = mördaren
M = mördaren (originaltitel: M) är en amerikansk långfilm från 1951 i regi av Joseph Losey.

## Handling
En seriemördare härjar i en tysk stad. Hans offer består av små barn. Jakten på mördaren är väldigt intensiv och lokala förmågor hjälper till för att kunna gripa mördaren så fort som möjligt.

## Om filmen
Filmen är en nyinspelning av den tyska filmen M.

## Rollista i urval
- David Wayne - Martin W. Harrow
- Howard Da Silva - Carney
- Martin Gabel - Charlie Marshall
- Luther Adler - Dan Langley
- Steve Brodie - Becker
- Raymond Burr - Pottsy
- Norman Lloyd - Sutro
- Roy Engel - Regan
- Jim Backus - Borgmästaren
- Jorja Curtright - Mrs. Stewart